# Charles Bösersach
 (mai 2025).
Si vous disposez d'ouvrages ou d'articles de référence ou si vous connaissez des sites web de qualité traitant du thème abordé ici, merci de compléter l'article en donnant les références utiles à sa vérifiabilité et en les liant à la section « Notes et références ».
Charles Bösersach est un écrivain français, prétendument d'origine bosniaque, né en 1949 et mort en août 2012.
Il a écrit plusieurs livres de littérature érotique. Il tenait son journal en ligne depuis avril 2001.
Selon le blog Charles Bösersach (est mort), il « est mort, seul, dans son lit, le jeudi 23 août, à Marseille, dans le modeste appartement qu’il occupait depuis quelques années. » Ce blog annonce vouloir publier les textes et notes retrouvées.

## Publications
- Dies iræ, dans Cahiers de Nuit n° 2, 1996 ; éd. Le Cercle, 2003 ; rééd. coll. « Le Cercle poche », Le Cercle, 2005
- Texte[1] in Anthologie du coït[2] de Mathias et Jean-Jacques Pauvert, La Musardine, 1998
- Texte in Anthologie historique des lectures érotiques, tome 5, de Jean-Jacques Pauvert, 2001
- Une jeune femme écrit à son amant, coll. « Rose Cabine », éd. Derrière la salle de bains, 2001 ; rééd. augmentée, coll. « Le Cercle poche », Le Cercle, 2003
- Petites musiques de sexe, Le Cercle, 2002 (avec une quatrième de couverture de Dominique Quélen)
- Litanies, éd. Agnès Pareyre, 2003
- In my room, Charles Bösersach, Arnaud Cathrine, Régis Clinquart et al., L’éclose, coédition avec Arte, mars 2006  (ISBN 2-914963-09-2)
- Deux textes in Minimum Rock'n'Roll #4, printemps 2007
- Les Amatrices, avec Monsieur R., fin 2010

### Entretien avec C. Bösersach
- Sur leseditionscookieleo.free.fr.